# Kościół Zesłania Ducha Świętego w Jasieńcu
Kościół Zesłania Ducha Świętego – rzymskokatolicki kościół parafialny należący do parafii św. Rocha w Jasieńcu. Znajduje się w dekanacie grójeckim archidiecezji warszawskiej.
Budowa świątyni została sfinansowana przez Władysława Grzegorzewskiego, kasztelana ciechanowskiego. Kościół został zbudowany w latach 1747–1754 według projektu Józefa Fontany. Jest to budowla wzniesiona w stylu późnobarokowym, posiadająca dwie wieże. Na cokole głównego ołtarza, w którym jest umieszczony obraz przedstawiający Zesłanie Ducha Świętego, kasztelan ciechanowski zamieścił inskrypcję fundacyjną. Natomiast tablica epitafijna wykonana z czarnego marmuru informuje, że fundator zapisał stosowne kwoty na remont świątyni. Grzegorzewski zmarł 23 marca 1758 roku w Częstoniewie i pochowany został w podziemiach jasienieckiego kościoła. Obecnie jest przedstawiony na portrecie jako mąż w zbroi, przystrojony peruką. Tablice epitafijne umieszczone w świątyni są poświęcone: księdzu Eustachemu Skarbkowi Słąnce (zmarłego w 1754 roku) – proboszczowi w Jasieńcu, Wincentego Ferreriuszowi Radyszkiewiczowi (zmarłemu w 1827 roku) – właścicielowi Łychowskiej Woli, naczelnikowi Wydziału Solnego w Królestwie Polskim, Justynie z Łuszczewskich Domańskiej (zmarłej w 1853 roku), Mateuszowi Domańskiemu (zmarłemu w 1849 roku), Antoniemu Domańskiemu (zmarłemu w 1887 roku), Barbarze z Proszkowskich Domańskiej (zmarłej w 1896 roku), Władysławowi Domańskiemu (zmarłemu w 1925 roku), Zygmuntowi Domańskiemu (zmarłemu w 1933 roku), Mieczysławowi Hubie (zmarłemu w 1895 roku).